# 嘉祿·阿米戈·巴列霍
嘉祿·阿米戈·巴列霍（西班牙語：Carlos Amigo Vallejo；1934年8月23日—2022年4月27日）是天主教西班牙司鐸級樞機及西維爾總教區榮休總主教。

## 生平
阿米戈·巴列霍於1930年10月15日在西班牙中部地區巴利亞多利德省的梅迪納德里奧塞科出生。他在巴利亞多利德省攻讀醫學之前，已經加入方濟各會。隨後，他又在羅馬學習哲學和在馬德里心理學。
他於1960年8月17日晉鐸。他於1974年4月28日晉牧，並獲教宗保祿六世任命為摩洛哥丹吉爾總教區總主教。1982年5月22日，改任命為西維爾總教區總主教。
教宗若望保祿二世於2003年10月21日將他擢升為司鐸級樞機，領蒙塞拉托聖母堂區司鐸銜。他於2009年11月5日榮休，Juan Asenjo Pelegrina接替成為西維爾總教區正權總主教。他曾參與2005年及2013年教宗選舉秘密會議。